# José Antonio Páez Herrera
José Antonio Páez Herrera (castellà: José Antonio Páez)  (Capitania General de Veneçuela, 13 de juny de 1790 - Nova York, 6 de maig de 1873) va ser un cabdill de la independència de Veneçuela, fundador i president de la quarta república de Veneçuela. Com a cap d'un exercit de llaneros, va contribuir al triomf del moviment d'alliberament comandat per Simon Bolivar, ell mateix va reconèixer el paper decisiu que aquest havia tingut a la batalla de Carabobo el 1822, que va servir per consolidar la independència.
Malgrat el seu compromís amb l'assoliment de la independència, les discrepàncies amb els nous comandaments el varen portar a liderar a partir del 1826 La Cosiata un moviment separatista veneçolà que va acabar amb la dissolució de la gran Gran Colòmbia el 1830. Paez va dirigir la transició cap a la nova República Bolivariana, de la qual va ser el primer president des del 1831 fins al 1835, essent reelegit per el període 1839-1843.